# Mascotte (symbool)
Een mascotte is een voorwerp waarvan de eigenaar denkt dat het geluk brengt. Ook clubs, bedrijven en verenigingen hebben soms mascottes. Zij dienen als symbool voor de onderneming en worden in alle merchandising afgebeeld.

## Symbolische betekenis
Mascottes worden veel gebruikt, zoals de voetballer die ervan overtuigd is dat hij een bepaald shirt moet dragen. Of zoals de automobilist die aan zijn achteruitkijkspiegel een paar dobbelstenen heeft hangen.
Bij clubs, bedrijven en verenigingen gaat het meestal om fictieve figuren, zoals Ronald McDonald voor McDonald's en Mickey Mouse voor de Walt Disney Company. Sommige mascottes zijn dan weer gebaseerd op personen, zoals Colonel Sanders, die zichzelf als symbool voor zijn fastfoodketen KFC liet gebruiken.

## Lijst van bekende mascottes

### Mascottes van magazines
- Cowboy Henk, Bert - (Humo)
- Eppo (stripreeks) – (Eppo)
- Kuifje – (Kuifje (weekblad))
- Robbedoes – (Robbedoes (blad))

### Mascottes van film- en televisiestudio's
- Bugs Bunny - (Warner Brothers)
- Kermit de Kikker - (Jim Henson Company)
- Mickey Mouse, Donald Duck, Tinkelbel - (Walt Disney Company)
- Samson - (Studio 100)

### Mascottes van sportverenigingen en -manifestaties
Vrijwel elke sportclub heeft zijn eigen mascotte. Ook de Olympische Spelen laten het gastland bij elke nieuwe editie een mascotte kiezen. Dit geldt ook voor de grote voetbaltoernooien. Ook hierbij kiest het gastland een mascotte. 

### Mascottes van bedrijven
- Amedee - (VTM)
- Bibendum – (Michelin)
- De Budweiser kikkers – (Budweiser)
- Chester Cheetah – (Cheetos)
- Chuck the Plant – (LucasArts)
- Crazy Frog - (Jamba!)
- Fido Dido – (7-Up)
- Mario (Nintendo) – (Nintendo)
- Ronald McDonald – (McDonald's)
- Pac-Man – (Pac-Man)
- Mr. Six – (Six Flags)
- Colonel Sanders – (KFC)
- Sonic the Hedgehog – (Sega)
- Spirit of Ecstasy – (Rolls-Royce)
- Suske en Wiske - (Studio Vandersteen)
- Tux – (Linux)
- Uncle Ben – (Uncle Ben)

### Mascottes van pretparken
- Asterix en Obelix – (Parc Astérix)
- Mickey Mouse – (Disneyland)
- Pardoes de Tovernar – (De Efteling)
- Rick de Kikker - (Duinrell)
- Walibi – (Walibi)

### Mascottes van openbare instanties
- Smokey Bear en Woodsy Owl – (United States Forest Service)

### Mascottes van rockgroepen
- Dikke Dennis – (Peter Pan Speedrock)
- Eddie (Iron Maiden) – (Iron Maiden)

### Mascottes van politieke partijen
- De ezel - (Democratische Partij (Verenigde Staten))
- De olifant – (Republikeinse Partij (Verenigde Staten))

### Mascottes van steden, gemeentes en dorpen
- Ambroos – (Kuurne)
- Brabo – (Antwerpen)
- Flipje – (Tiel)
- Hannus d'n Heiboer – (Zandhazendurp)
- Manneken Pis – (Brussel)
- Petros – (Mykonos)
- Het Vrijheidsbeeld – (New York)

### Mascottes van landen
Diverse landen hebben een legendarisch personage dat als hun nationaal symbool fungeert. Deze personificaties zijn dan ook vaak als een mascotte gebruikt, onder meer bij de werving van militairen.
- Britannia, John Bull - (Groot-Brittannië)
- De Chinese draak – (China)
- Europa – (Europa)
- Germania - (Duitsland)
- Marianne – (Frankrijk)
- Uncle Sam - (Verenigde Staten van Amerika)